# شان شیائونا
شان شیائونا (انگلیسی: Shan Xiaona؛ زادهٔ ۱۸ ژانویهٔ ۱۹۸۳) ورزشکار تنیس روی میز اهل آلمان است.
وی در مسابقات کشوری و بین‌المللی در مجموع برندهٔ ۲ مدال طلا، ۱ مدال نقره شده‌است.